# Рижский технический университет
Рижский технический университет (латыш. Rīgas Tehniskā universitāte), сокращённо РТУ (RTU) — старейший из действующих и второй по величине университет Латвии, основанный 14 октября 1862 года. 
В настоящее время РТУ насчитывает 9 факультетов и является крупнейшим технически ориентированным университетом Латвии. В рейтинге университетов QS EECA 2022 года РТУ занял 57-е место среди лучших университетов Восточной Европы и Центральной Азии.

## Названия
Прежние названия:
- Рижский политехникум, с 1862 по 1896 год
- Рижский политехнический институт, с 1896 по 1919 и с 1958 по 1990 годы.

## История

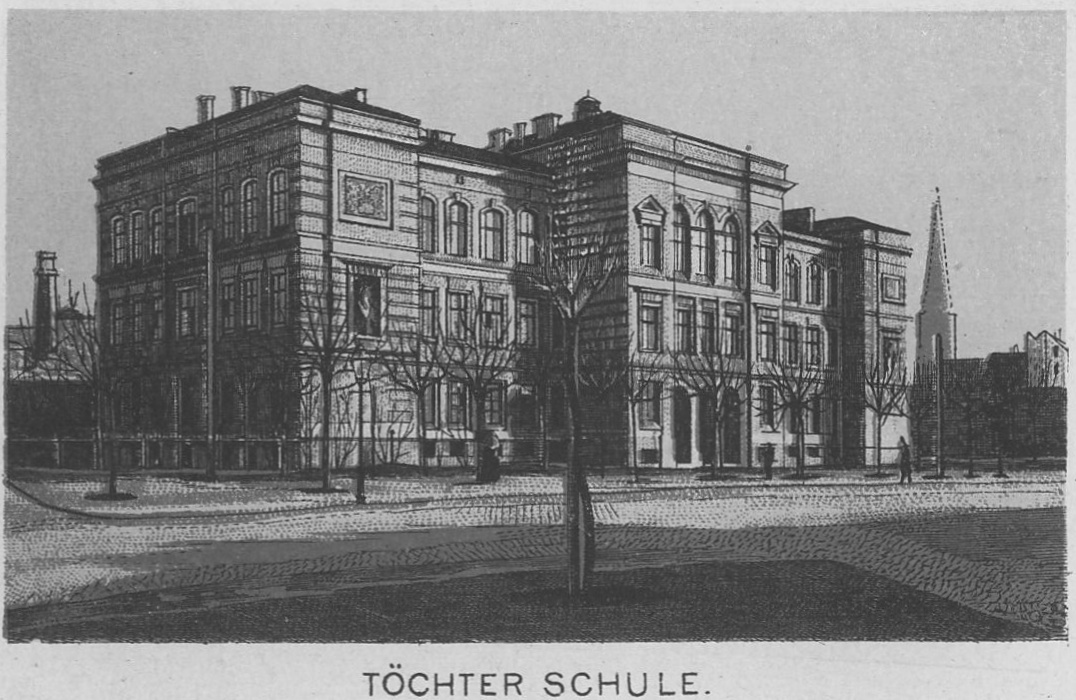
Здание института в 1900 году

Рижский политехникум начал свою работу 14 октября 1862 года как первый многопрофильный технический университет в тогдашней Российской империи. Он был создан по образцу самых современных технических университетов Европы того времени — в Цюрихе и Карлсруэ. Функционировал как частный университет, поддерживаемый балтийским дворянством. Состоял из шести факультетов: инженерного, химико-технического, сельскохозяйственного, механического, коммерческого, архитектурного. С 1869 по 1888 год существовал также геодезический факультет.
В университете учились люди со всей Российской империи, без различия национальности, вероисповедания и сословий. Обучение было бесплатным, языком преподавания был немецкий.
Первым студентом стал дворянин Леон Кульбах. К 1896 году в университете обучался 4941 студент.
В 1896 году Рижский политехникум был преобразован в Рижский политехнический институт — официальное высшее учебное заведение Российской империи с русским языком обучения. По примеру европейских университетов институт сохранил свою автономию.
Во время Первой мировой войны институт был эвакуирован в Москву, где проработал до 1918 года.
В начале 1919 года на базе Рижского политехнического института были созданы пять факультетов Латвийской высшей школы. 28 сентября 1919 года, с образованием независимого Латвийского государства, состоялось официальное открытие Латвийской высшей школы с 9 факультетами. Впервые в истории Латвии языком обучения в университете стал латышский.
В 1923 году университет стал называться Латвийским университетом — высшим учебным заведением единого типа, объединяющим технические, естественные и гуманитарные науки. В его состав вошли все факультеты РПИ, кроме коммерческого. В течение последующих 40 лет высшее техническое образование в Латвии было связано с Латвийским университетом и Латвийским государственным университетом.
Рижский политехнический институт был восстановлен на базе Латвийского государственного университета в 1958 году. Он вновь стал самостоятельным высшим учебным заведением, в котором обучалось почти 3000 студентов. Уже после первых пяти лет обучения число студентов увеличилось более чем в три раза. Были созданы новые дневные факультеты, и к концу 1980-х годов их было уже 10: архитектуры и строительства, гражданского строительства, химической технологии, механики и машиностроения, аппаратостроения и автоматизации, электротехники, автоматизации и вычислительной техники, радиотехники и связи, инженерной экономики и социальных наук. Обучение также проводилось на вечерних и заочных отделениях и в консультационных центрах.
В РПИ обучение велось на латышском и русском языках по курсовой системе.
19 марта 1990 года Рижский политехнический институт получил свое нынешнее название — Рижский технический университет. С тех пор университет реорганизовал учебный процесс, предоставляя академическое и высшее профессиональное образование в отраслях экономики Латвии, отвечающих требованиям Европейского Союза.
РТУ получил положительную оценку международных экспертов и аккредитован Советом по высшему образованию Латвии. Учебные программы, предлагаемые РТУ, также прошли международную экспертизу и имеют официальную аккредитацию.
В настоящее время в РТУ девять факультетов: архитектуры, гражданского строительства, компьютерных наук и информационных технологий, энергетики и электротехники, электроники и телекоммуникаций, электронного обучения и гуманитарных наук, инженерной экономики и менеджмента, машиностроения, транспорта и аэронавтики, материаловедения и прикладной химии. Имеется факультет вечернего и заочного обучения. РТУ имеет региональные центры в Цесисе, Даугавпилсе, Лиепае и Вентспилсе.

## Факультеты
- Факультет архитектуры (латыш. Arhitektūras fakultāte)
- Факультет гражданского строительства (латыш. Būvniecības inženierzinātņu fakultāte)
- Факультет компьютерных наук и информационных технологий (латыш. Datorzinātnes un informācijas tehnoloģijas fakultāte)
- Факультет электронных образовательных технологий и гуманитарных наук (латыш. E-studiju tehnoloģiju un humanitāro zinātņu fakultāte)
- Факультет электроники и телекоммуникаций (латыш. Elektronikas un telekomunikāciju fakultāte)
- Факультет электротехники и инженерии окружающей среды (латыш. Elektrotehnikas un vides inženierzinātņu fakultāte)
- Факультет инженерной экономики и управления (латыш. Inženierekonomikas un vadības fakultāte)
- Факультет машиностроения, транспорта и аэронавтики (латыш. Mašīnzinību, transporta un aeronautikas fakultāte)
- Факультет материаловедения и прикладной химии (латыш. Materiālzinātnes un lietišķās ķīmijas fakultāte)

## Программы
Факультет архитектуры
- Архитектура (бакалавриат, магистратура, докторантура)

Факультет гражданского строительства
- Строительство (первый уровень высшего, бакалавриат, магистратура, докторантура)
- Биотехнология и биоинженерия (бакалавриат)
- Технология тепла, газа и воды (бакалавриат, магистратура, докторантура)
- Геоматика (бакалавриат, магистратура)
- Инновационное дорожное и мостовое строительство (магистратура)
- Инновационные решения в геоматике (магистратура)
- Транспортные здания (магистратура)

Факультет компьютерных наук и информационных технологий
- Автоматизация и вычислительная техника (бакалавриат)
- Компьютерные системы (бакалавриат, магистратура)
- Информационные технологии (бакалавриат, магистратура)
- Интеллектуальные роботизированные системы (бакалавриат, магистратура)
- Финансовое проектирование (бакалавриат)
- Информационные системы финансового управления (бакалавриат)
- Бизнес-информатика (магистратура)
- Финансовая инженерная математика (магистратура)
- Инженерия кибербезопасности (магистратура)
- Логистические системы и управление цепочками поставок (магистратура)
- Компьютерные науки и информационные технологии (докторантура)

Факультет инженерной экономики и управления
- Логистика (первый уровень высшего)
- Управление недвижимостью (первый уровень высшего, бакалавриат)
- Бизнес и управление (первый уровень высшего, бакалавриат, магистратура)
- Экономика (бакалавриат, магистратура)
- Креативные индустрии (бакалавриат)
- Инженерия безопасности (бакалавриат)
- Таможенное и налоговое администрирование (бакалавриат, магистратура)
- Инженерия регионального развития и городского хозяйства (бакалавриат)
- Управление международными экономическими отношениями (бакалавриат, магистратура)
- Деловая логистика (бакалавриат)
- Полное управление качеством (бакалавриат, магистратура)
- Креативные индустрии и управление ростом (магистратура)
- Производственное проектирование и управление (магистратура)
- Деловые финансы (магистратура)
- Строительный бизнес и управление недвижимостью (магистратура)
- Охрана труда (магистратура)
- Инновации и предпринимательство (магистратура)
- Логистика и безопасность цепочки поставок (магистратура)
- Лидерство и управление (магистратура)
- Инженерное хозяйство городов и районов (магистратура)
- Менеджмент и экономика (докторантура)
- Пожарная безопасность и гражданская защита (второй уровень высшего)

Факультет материаловедения и прикладной химии
- Материаловедение (бакалавриат)
- Химия и химическая технология (бакалавриат, магистратура)
- Одежда и текстильные технологии (бакалавриат, докторантура)
- Технология материалов и дизайн (бакалавриат)
- Материаловедение и нанотехнологии (магистратура)
- Проектирование (магистратура)
- Химия, материаловедение и технология (докторантура)

Факультет электроники и телекоммуникаций
- Телекоммуникационные технологии и техника передачи данных (бакалавриат)
- Транспортная электроника и телематика (бакалавриат, магистратура)
- Умные электронные системы (бакалавриат, магистратура)
- Телекоммуникации (магистратура, докторантура)
- Электроника (докторантура)

Факультет электротехники и инженерии окружающей среды
- Инженерия окружающей среды (бакалавриат, магистратура, докторантура)
- Адапттроника (бакалавриат, магистратура)
- Компьютерное управление электротехнологиями (бакалавриат, магистратура, докторантура)
- Умное электричество (бакалавриат, магистратура, докторантура)
- Энергетика и электротехника (докторантура)

Факультет электронных образовательных технологий и гуманитарных наук
- Технический перевод (бакалавриат, магистратура)
- Цифровые гуманитарные науки (магистратура)
- Технологии электронного обучения и управление (докторантура)

Факультет машиностроения, транспорта и аэронавтики
- Инженерия, механика и машиностроение (бакалавриат, магистратура)
- Автомобильный транспорт (бакалавриат, магистратура)
- Автотранспортное машиностроение (бакалавриат, магистратура, докторантура)
- Авиационный транспорт (бакалавриат, магистратура)
- Железнодорожное машиностроение (бакалавриат, магистратура)
- Индустриальный дизайн (бакалавриат)
- Строительство машин и аппаратов (бакалавриат)
- Медицинская инженерия и физика (бакалавриат, магистратура)
- Мехатроника (бакалавриат)
- Теплоэнергетика и теплотехника (бакалавриат, магистратура)
- Инженерия транспортных систем (бакалавриат, магистратура)
- Технология производства (магистратура)
- Транспорт (докторантура)

## Филиалы
- Даугавпилский филиал
- Лиепайский филиал
- Вентспилсский филиал
- Цесисский филиал

## Студенческие корпорации
Студенческие корпорации, действовавшие при РПИ в период до 1918 года
- Fraternitas Baltica  (немецкая) 1865-1938
- Concordia Rigensis  (немецкая) 1869
- Rubonia  (немецкая) 1875-1939
- Borysthenia  (немецкая) 1876-1880
- Arconia  (польская) 1879
- Fraternitas Arctica  (русская) 1880
- Selonija  (латышская) 1880
- Veletia  (польская) 1883
- Vironia  (эстонская) 1900
- Talavija  (латышская) 1900

Студенческие корпорации, действующие при РТУ в настоящее время
- Fraternitas Arctica  (русская) 1880
- Selonija  (латышская) 1880
- Fraternitas Metropolitana  (латышская) 1924
- Fraternitas Vesthardiana  (латышская) 1924
- Fraternitas Livonica  (латышская) 1926
- Sororitas Tatiana (русская) 1932

## Факты
В 1983—1989 годах институт носил имя Арвида Пельше. Во время перестройки студенты требовали отменить это наименование, а во время демонстрации в 1988 году толпа сорвала со стены главного здания института посвящённую Пельше мемориальную доску, которая затем была сброшена с Каменного моста в Даугаву.

## Известные выпускники

### Известные студенты, не окончившие курса
- Аккерман, Янис Давыдович (1897—1972) — авиаконструктор, общественный деятель.
- Бокис, Густав — советский военачальник, комдив, начальник АБТУ РККА.
- Всеволожский, Всеволод Алексеевич (1872—1943) — деятель российского революционного движения, член РСДРП с 1898 года, меньшевик, председатель Вятского совета рабочих депутатов (1917), товарищ министра финансов Временного Уральского правительства (1918).
- Доливо-Добровольский, Михаил Осипович (1862—1919) — электротехник, создатель техники трёхфазного переменного тока.
- Пришвин, Михаил Михайлович (1873—1954) — русский писатель.
- Розенберг, Альфред (1893—1945) — немецкий государственный и политический деятель, идеолог Национал-социалистической немецкой рабочей партии (НСДАП).
- Урбшис, Юозас (1896—1991) — литовский дипломат, министр иностранных дел Литвы в 1938—1940 гг.
- Шаумян, Степан Георгиевич (1878—1918) — революционер и политический деятель.